# Галл-Савальська Олена Ігорівна
Олена Ігорівна Галл-Савальська (нар. 13 січня 1959, Ленінград, РСФСР) — українська актриса театру та кіно, провідна актриса Херсонського обласного академічного музично-драматичного театру ім. Миколи Куліша, Народна артистка України.

## Життєпис
Народилася 13 січня 1959 року у Ленінграді. Мати — Валентина Галл-Савальська, заслужена артистка України.
З дитинства жила за кулісами, та знала усі складнощі роботи в театрі[джерело?]. Тому, мати Олени категорично була проти професії акторки для дочки, тому отримала музичну освіту. Почала працювати у 1977 році концертмейстером у ХОАМДТ ім. Миколи Куліша. Згодом спробувала себе й у ролі актриси за ініціативою, на той час, головного режисера театру Володимира Бегми.
З 1999 року – Заслужена артистка України. 2009-го стала першою з жіночого складу театру ім. М.Куліша, яка отримала звання Народної артистки України.

## Ролі у театрі
- «Вечірка в стилі джаз» — Матрона Мама Мортон
- «Дивна місіс Севідж» — місіс Севідж
- «Два серця» — Фаїна Ранєвська
- «Ошукані рогоносці» — Сюзетта
- «Кайдашева сім'я» — Кайдашиха
- «Дядечків сон» — Мар'я Олександрівна
- «Херсонські манси» — Броня
- «Каліка з острову Інішмаан» — Кейт
- «Шість страв з однієї курки» — мати

## Фільмографія
- 2020 — «Спіймати Кайдаша» — голова сільради, мати Артема[2]
- 2024 — «Перевізниця» (серіал) — Тетяна (серія «Хлопець-скрипка»)